# ジェフリー・ラガリアス
ジェフリー・ラガリアス（英: Jeffrey Clark Lagarias、1949年11月16日-）は、アメリカの数学者。ミシガン大学教授。専門は数論、および計算複雑性理論、暗号理論、離散幾何学（英語: Discrete geometry）、計算幾何学など。

## 概要
ピッツバーグ出身。1966年に高校に在籍中、サマーサイエンスプログラムで天文学を学んだ。
1972年にマサチューセッツ工科大学で数学を専攻した 。1974年、「The 4-part of the class group of a quadratic field」という論文でマサチューセッツ工科大学から博士号を授与された。
専門が多岐にわたる数学のジェネラリストのため、数学に関する論評がマスコミに取り上げられることも多く、コラッツの問題について「非常に難しい問題であり、現代の数学では完全に手が届かない」と述べ、宇宙際タイヒミュラー理論について「多くのアイデアが新しい数学言語で説明されており、理解するには壁は高くて多い」と指摘した。

## 経歴
博士号取得後、1975年から2004年までAT&T ベル研究所で研究開発に携わる。2004年9月以降はミシガン大学の教授を務めており、2022年現在、ハロルド・ミード・スターク数学教授として教鞭をとっている。
研究分野は理論計算機科学、代数的整数論、純粋数学、応用数学まで多岐にわたり、数学のジェネラリストとされている。

## 受賞と栄誉
1986年、アメリカ数学協会から「レスターR.フォード賞」を受賞し 、2007年にも受賞した。
2012年、アメリカ数学会のフェローに就任した。
2024年、米国科学アカデミーの会員に選出された。